# Felinia filipalpis
Felinia filipalpis är en fjärilsart som beskrevs av Walker 1858. Felinia filipalpis ingår i släktet Felinia och familjen nattflyn. Inga underarter finns listade i Catalogue of Life.